# マンガ 嫌韓流
『マンガ 嫌韓流』（マンガ けんかんりゅう）は山野車輪による日本の漫画作品。出版は晋遊舎。
続編として『マンガ 嫌韓流2』や『マンガ 嫌韓流3』、『マンガ 嫌韓流4』があり、2015年（平成27年）には『マンガ 大嫌韓流』が出版された。また、『韓国のなかの日本』シリーズや『マンガ 嫌中国流』などの派生作品も出版されている。

## 主な内容
嫌韓をテーマとしており、日韓問題（竹島、韓国併合、歴史教科書問題等々）について、韓国側の主張を批判する観点から描かれる。
コラムには西尾幹二や西村幸祐、大月隆寛、下條正男などの保守系論客が寄稿している。

## 本書をめぐる動き
- インターネット書籍販売最大手のAmazon.co.jpにてランキング第一位となった。
  - 発売後、本書の内容についての論争がインターネット上で起こった。[要出典]
- アメリカの『ニューヨーク・タイムズ』[1]、イギリスの『タイムズ』[2]でも取り上げられた。
- 夕刊フジなどの夕刊紙やスポーツ新聞は広告を掲載したが、朝日・読売・産経といった大手新聞社が『嫌韓流』の広告掲載を拒否したことが報じられた[3]。これについて読売および朝日は「広告掲載申し込みはなく、広告掲載拒否は事実ではない」と回答した[4]。
- 朝日新聞で掲載されているAmazon.co.jpの和書総合売り上げランキングが、（7月11日〜7月17日分）において、「※ランキングの対象書籍にコミックは含まれていません」という断り書きが記載されるようになった（他新聞社の同時期掲載Amazonのランキングも同内容）。以前はこのような断り書きは掲載されていなかった（7月4日〜7月10日分のランキング）が、8月1日〜8月7日分のランキングでは『新ゴーマニズム宣言SPECIAL靖國論』が掲載されており、矛盾した状態になっていた。なお、このランキングは、『嫌韓流』がamazonのランキングに登場した直後、数日間更新が停止した状態に陥っていた。
  - その後、8月15日〜8月21日分のランキングにおいて、「※Amazon.co.jpからのおことわり：これまで漫画のタイトルにつき除外しておりました『マンガ嫌韓流』と『マンガ中国入門 やっかいな隣人の研究』を今回よりランキングに含めております。」との断り書きが入り、ランキングに掲載。前者が1位、後者が2位となった。
- 2005年（平成17年）9月25日朝日新聞朝刊の書評欄で唐沢俊一による「『素直さ』がはらむ問いかけ」と題された書評が掲載された。
- 2005年（平成17年）9月30日読売新聞夕刊に「自分に賛成する側を美男美女に書き、反対する側をそうではない様に書くのは、自分たちが中国や韓国が行っていると批判している印象操作そのものではないか」と、本書を批判する書評が掲載された。
- 2005年（平成17年）10月3日中日新聞夕刊大波小波欄では「竹島問題について共感できた」などと、比較的好意的に取り上げられた[5]。
- 佐藤優外交官は「思想の質とその影響力は、まったく別の問題だ。功利主義者の筆者は、この種の知的水準があまり高くないにもかかわらず、現実に無視できない影響を与える思想（例えば、漫画家が行う歴史や政治思想の読み解き）がもつ危険性について、有識者はもう少し敏感になるべきと思う」と書いた[6]。後日、この漫画家とは小林よしのりのことかと問われた佐藤は「違います。『マンガ嫌韓流』（晋遊舎）を描いた山野車輪さんのことです。」と語った[7]。
- 本作は小林よしのりの『ゴーマニズム宣言』の強い影響力を受けていると、作者の山野自身が述べているが、小林は山野の作品に目を通さず、一部の伝聞を元に朝鮮人差別を助長する漫画として、『新・ゴーマニズム宣言』欄外[8]や『わしズム』内で批判した。また、匿名で政治的主張を展開する山野の姿勢についても同じく批判している[8]。ただし、差別だというレッテルについては『週刊金曜日』のインタビューで撤回を表明している。なお、小林は『ゴーマニズム宣言』は決して単なる絵解き漫画ではないという主張の上で、本作だけではなく、『ゴーマニズム宣言』の影響を受けて安直な政治を題材とした漫画が増えつつあること自体にも懸念を示していた[8]。
- 経済学者の田中秀臣も「『マンガ嫌韓流』のように敵意を宣伝材料にして、『冬のソナタ』が韓国の良い部分を視聴者に喧伝しているとする思惑があるとする指摘は、話題づくりとしてもやりすぎである。ファン心理を解さない本は無粋なだけである」と指摘している[9]。
- 2013年（平成25年）からオーストラリアのモナシュ大学通翻訳学部で日本語・韓国語と日韓関係を研究している博士課程（後半期）在籍中のジュワフニック・アダム（Adam Zulawnik)に『マンガ嫌韓流』が通翻訳学系博士論文の一部として英訳されている[10]。
- 2015年（平成27年）4月現在のシリーズ公称総発行部数は100万部を突破した[注釈 1]。

## 訴訟
第3巻に収録したルーシー・ブラックマン事件の内容が原因で名誉が毀損されプライバシーが侵害されたとしてルーシー・ブラックマン事件の被告人により裁判を起こされた。2009年（平成21年）3月5日に東京高裁は帰化した在日韓国人被告の民族的出自を漫画内に掲載したことが公表しない利益を上回ると判示したが、山野の記述はプライバシー侵害にあたると認め作者である山野に20万円の支払いを命じ原告が上告しなかったため高裁判決が確定した。